# Kapelle Marienwinkel
Koordinaten: 51° 0′ 57″ N, 6° 10′ 30″ O
Die Kapelle Marienwinkel befindet sich im Ortsteil Randerath der Stadt Heinsberg in Nordrhein-Westfalen. 

## Lage
Die Kapelle steht an der Feldstraße 70, etwa 200 m von der Pfarrkirche St. Lambertus entfernt.

## Geschichte
Die im 18. Jh. als Votivkapelle von Franz Josef Meyer errichtete St. Cornelius-Kapelle wurde 1880 der Kirche übereignet. Den Rokokoaltar schmückte eine kleine Pietà aus dem Jahr 1704. Im Zweiten Weltkrieg wurde die Kapelle total zerstört. An ihrer Stelle entstand im Jahr 1955 die jetzige Kapelle Marienwinkel. Die Gebetsstätte wurde von einer ortsansässigen Familie zu Ehren der Muttergottes nach einem Plan von Franz-Josef Klother errichtet. 2003 wurde die Kapelle renoviert und mit einem neuen Eingang versehen.

## Architektur
Bei dem Gebäude handelt es sich um einen kleinen, rechteckigen Backsteinbau mit einem Flachdach. Die Enden der Seitenwand sind zwei sich verjüngende Strebepfeiler, die einen Glockenturm bilden. Innen ist die Kapelle weiß gestrichen.

## Ausstattung
- Im Glockenturm hängt eine kleine Glocke.
- Am Eingang sind zwei Infotafeln angebracht.
- Im Inneren stehen eine Madonna, ein Kruzifix und Blumenschmuck.

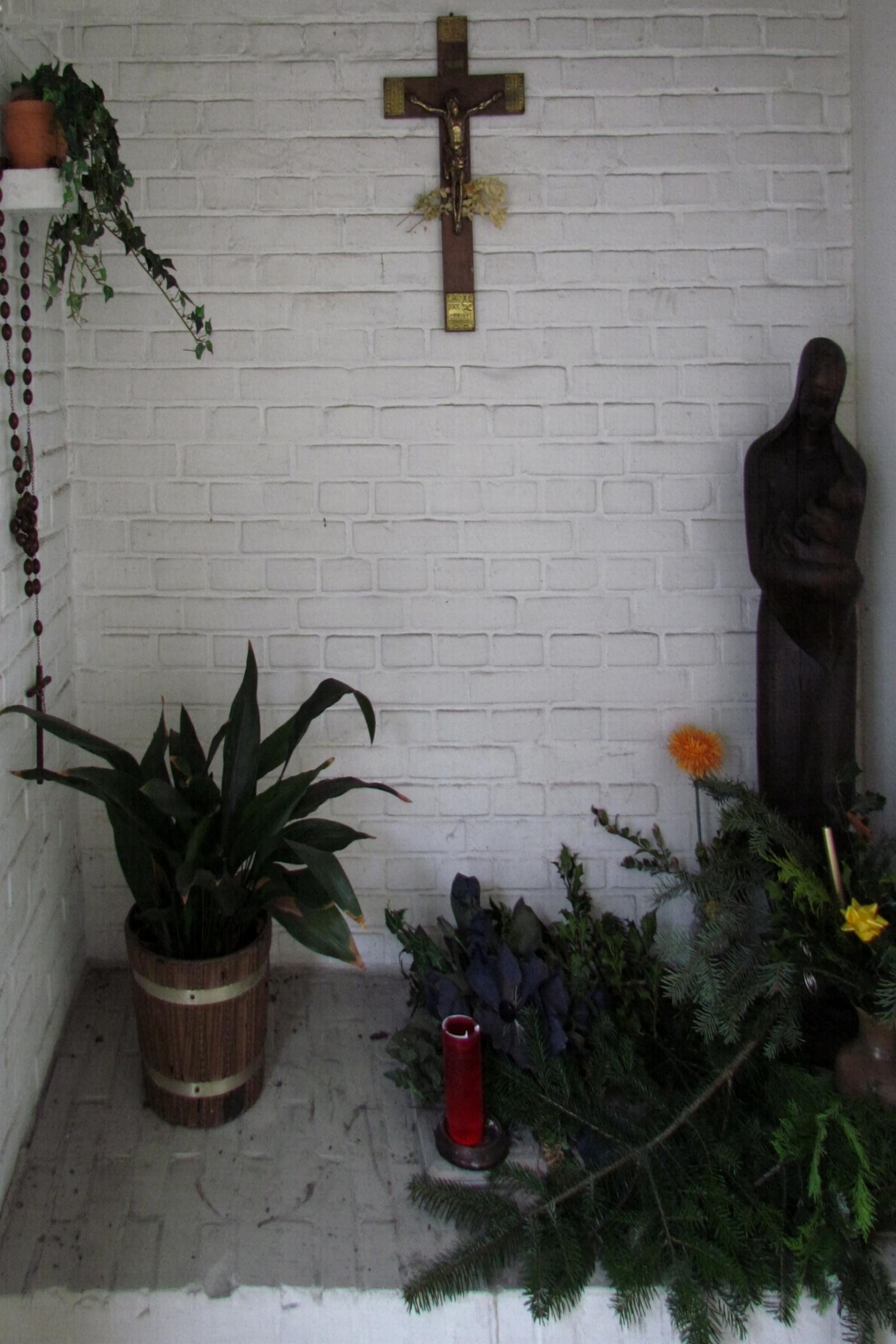
Innenansicht
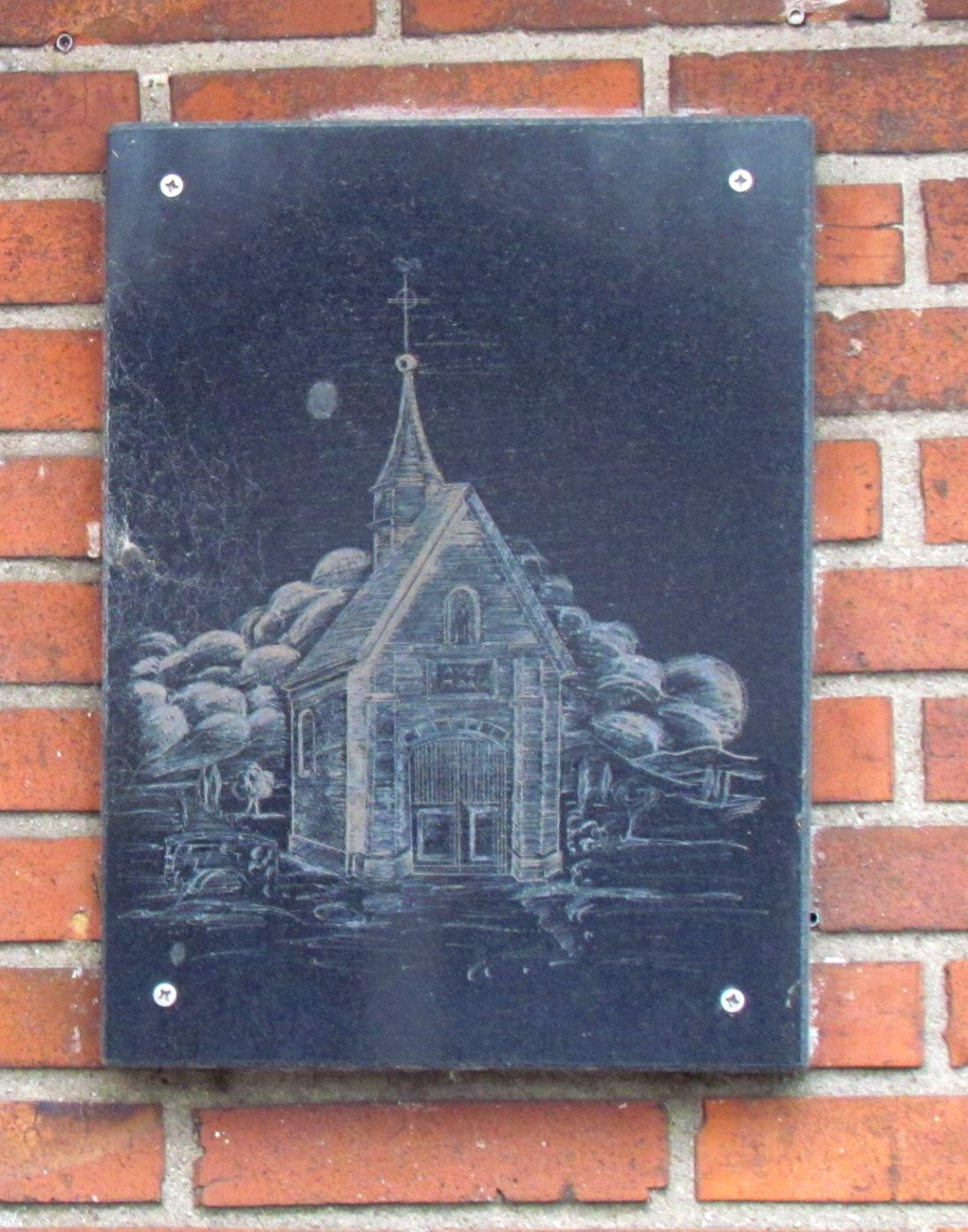
Bildnis der alten Kapelle
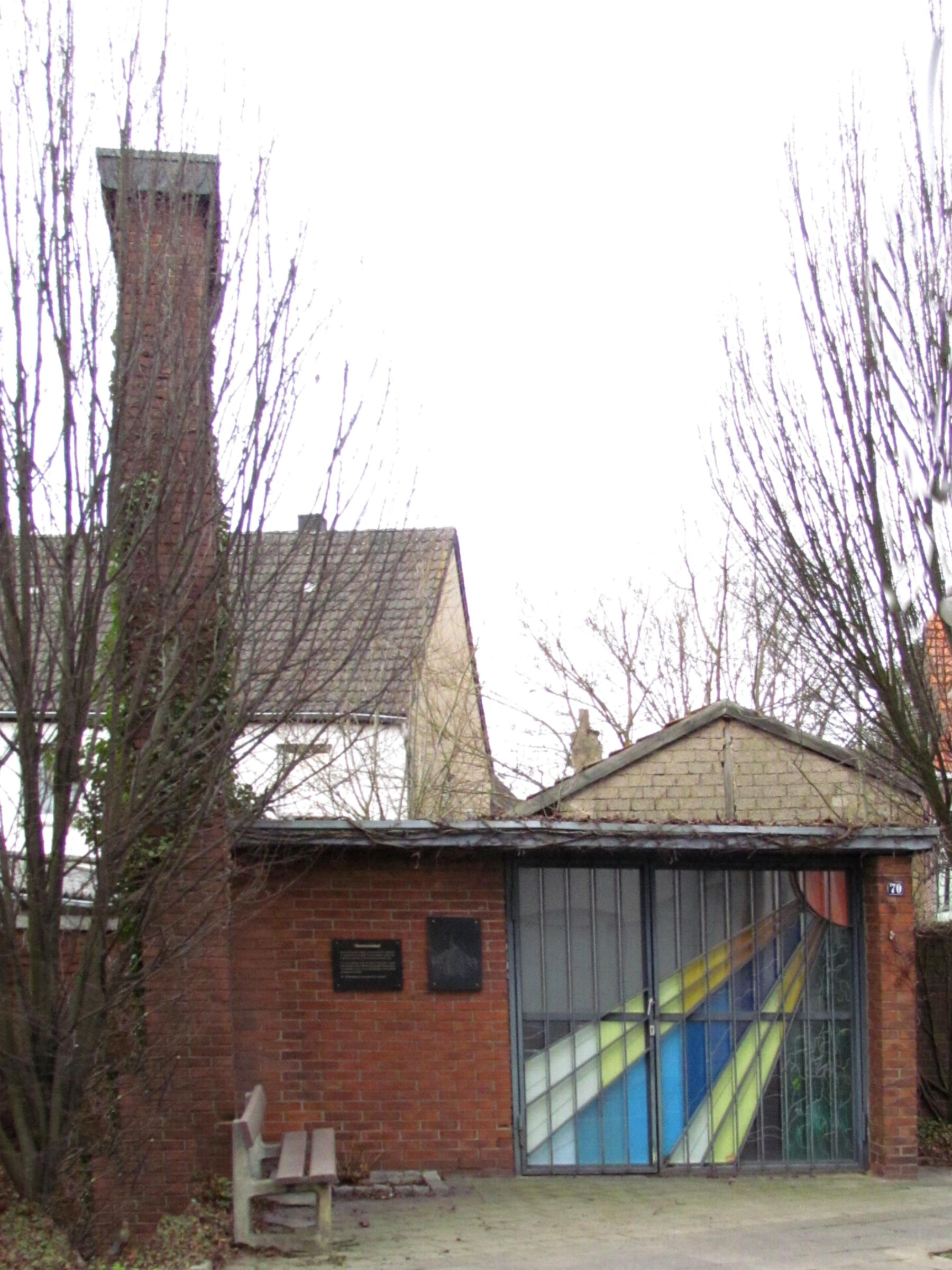
Straßenansicht
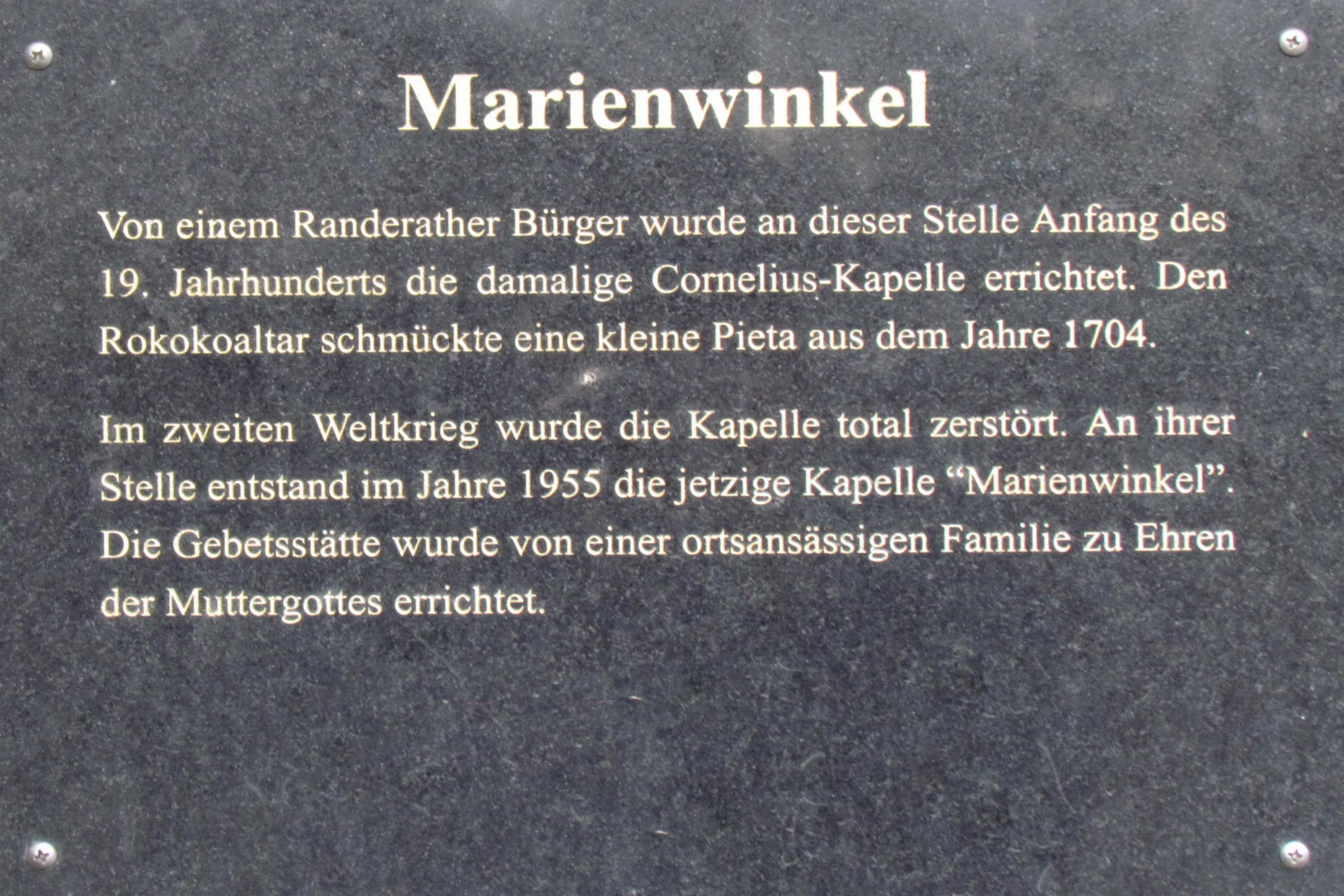
Infotafel